# Jorge Baltazar
Pour les articles homonymes, voir Baltazar.
Jorge Isaac Baltazar Ferreira, né le 3 novembre 1982 à Mexico, est un joueur professionnel de squash représentant le Mexique. Il atteint en décembre 2008 la 46e place mondiale sur le circuit international, son meilleur classement.

## Biographie
En 2008, il se qualifie pour les championnats du monde et passe le premier tour face à Mohammed Abbas avant de s'incliner face à Adrian Grant. L'année suivante, il participe à nouveau aux championnats du monde et s'incline face à Ramy Ashour.

## Palmarès

### Finales
- Open de Colombie : 2008